# ПФК ЦСКА (София) през сезон 1948
Сезон 1948/49 На 15 февруари 1948 г. изпадналият във втора дивизия армейски отбор на Чавдар (София) се обединява с физкултурния отдел на ЦДВ, като отбора заиграва под името ЦДВ. Отборът все още търси начин да запази мястото си в първа дивизия чрез обединяване с друг отбор. Първоначално се водят преговори със „Спортист“ (Хаджи Димитър), но в крайна сметка се споразумяват със Септември (София), който вече си е осигурил промоция във фазата на елиминациите. Решават датата на създаване на отбора да е 5 май 1948 г., а името – „Септември при ЦДВ“. Новият отбор участва в първенството на мястото на „Септември“. Новият отбор достига до финал и печели първия си трофей още в първия си сезон. Отборът не участва в турнира за Купата на съвестката армия

### Трофеи
| Шампион на България |
| Шампион на България |
| ------------------- |

### Треньори
| Нац.     | Треньор                       | тип.                | Заб. |
| -------- | ----------------------------- | ------------------- | ---- |
| България | Христо Нелков                 | тактически треньор  |      |
| България | Константин Николов - Замората | кондиционен треньор |      |

## Републиканско първенство

### Първа софийска дивизия – Крайно класиране
| № | Отбор              | М  | П | Р | З | ГР    | ГР | Т  |
| - | ------------------ | -- | - | - | - | ----- | -- | -- |
| 1 | ПСК Левски (София) | 10 | 6 | 1 | 3 | 17:14 | 3  | 13 |
| 2 | Септември при ЦДВ  | 10 | 3 | 5 | 2 | 15:13 | 2  | 11 |
| 3 | Спартак (София)    | 10 | 5 | 0 | 5 | 16:15 | 1  | 10 |
| 4 | Славия (София)     | 10 | 3 | 4 | 3 | 13:14 | -1 | 10 |
| 5 | ЖСК (София)        | 10 | 4 | 1 | 5 | 16:13 | 3  | 9  |
| 6 | Спортист (София)   | 10 | 2 | 3 | 5 | 7:15  | 8  | 7  |

Заб. На 5 май 1948 г. първодивизионният Септември и втородивизионният ЦДВ се обединяват в Септември при ЦДВ. Новият отбор наследява актива на Септември.

### Директна елиминация

#### 1/8 финал
| ? 1948 |

| Априлов (Габрово) | 0:2 | Септември при ЦДВ           |
| ----------------- | --- | --------------------------- |
|                   |     | Стойне Минев Кирил Богданов |

|  |

| ? 1948 |

| Септември при ЦДВ | 2:1 | Априлов (Габрово) |
| ----------------- | --- | ----------------- |
| ?                 |     | ?                 |

| Народна войска, София |

#### 1/4 финал
| ? 1948 |

| Бенковски (Видин) | 0:4 | Септември при ЦДВ |
| ----------------- | --- | ----------------- |
|                   |     | ?                 |

|  |

| ? 1948 |

| Септември при ЦДВ | 2:1 | Бенковски (Видин) |
| ----------------- | --- | ----------------- |
| ?                 |     | ?                 |

| Народна войска, София |

#### 1/2 финал
| ? 1948 |

| Спартак (Варна) | 1:2 | Септември при ЦДВ                      |
| --------------- | --- | -------------------------------------- |
| 44'Ташков       |     | 20'Димитър Миланов 27' Димитър Миланов |

| Колодрума, Варна |

| ? 1948 |

| Септември при ЦДВ                          | 4:1 | Спартак (Варна) |
| ------------------------------------------ | --- | --------------- |
| Димитър Миланов Тодор Такев Кирил Богданов |     | ?               |

| Народна войска, София 25 000 зрители |

#### Финал
| 5 септември 1948 |

| Септември при ЦДВ  | 1:2 | ПСК Левски (София)                        |
| ------------------ | --- | ----------------------------------------- |
| 66' Кирил Богданов |     | Георги Пачеджиев 76' Георги Пачеджиев 79' |

| Юнак, София 30 000 зрители Съдия: Борислав Каменски |

| 9 септември 1948 |

| ПСК Левски (София) | 1:3 | Септември при ЦДВ                                    |
| ------------------ | --- | ---------------------------------------------------- |
| Борислав Цветков   |     | Димитър Миланов 2' Димитър Миланов Нако Чакмаков 90' |

| Юнак, София 30 000 зрители |

## Статистика по футболисти
| №  | Играч               | Шампионат | Шампионат | КСА 0  | КСА 0  | Общо   | Общо   | Картони     | Картони       |
| №  | Играч               | мачове    | голове    | мачове | голове | мачове | голове | Жълт картон | Червен картон |
| -- | ------------------- | --------- | --------- | ------ | ------ | ------ | ------ | ----------- | ------------- |
| 1  | Стефан Геренски     | ?         | 0         | ?      | 0      | ?      | ?      | ?           | ?             |
| 1  | Панко Георгиев      | ?         | 0         | ?      | 0      | ?      | ?      | ?           | ?             |
| 2  | Борислав Футенков   | ?         | 0         | ?      | ?      | ?      | ?      | ?           | ?             |
| 3  | Манол Манолов       | ?         | 0         | ?      | 0      | ?      | ?      | ?           | ?             |
| 4  | Димитър Цветков     | ?         | 0         | ?      | ?      | ?      | ?      | ?           | ?             |
| 5  | Стефан Божков       | ?         | 6         | ?      | ?      | ?      | ?      | ?           | ?             |
| 6  | Никола Алексиев     | ?         | 0         | ?      | ?      | ?      | ?      | ?           | ?             |
| 7  | Димитър Миланов     | ?         | 8         | ?      | ?      | ?      | ?      | ?           | ?             |
| 7  | Тодор Такев         | ?         | 2         | ?      | ?      | ?      | ?      | ?           | ?             |
| 8  | Нако Чакмаков       | ?         | 1         | ?      | ?      | ?      | ?      | ?           | ?             |
| 9  | Кирил Богданов      | ?         | 5         | ?      | ?      | ?      | ?      | ?           | ?             |
| 10 | Никола Божилов      | ?         | 2         | ?      | ?      | ?      | ?      | ?           | ?             |
| 11 | Стойне Минев        | ?         | 2         | ?      | ?      | ?      | ?      | ?           | ?             |
| ?  | Христофор Прокопиев | ?         | 0         | ?      | ?      | ?      | ?      | ?           | ?             |
| ?  | Михаил Михайлов     | ?         | 0         | ?      | ?      | ?      | ?      | ?           | ?             |
| ?  | Тодор Тодоров       | ?         | 0         | ?      | ?      | ?      | ?      | ?           | ?             |

Заб. Цифрите в скобите се отнасят за мачове в които футболистът е взел участие като резерва. Вратарите имат допуснати голове които са представени като отрицателни числа.

 Заб. Статистиката за КСА е непълна поради което преди мачовете и головете на футболистите е поставен знакът ≥ което означава че това е минимумът мачове голове на всеки един футболист 